# آی‌مک
آی‌مک یکی از انواع رایانه‌های رومیزی است که توسط شرکت اپل ساخته شده‌است.
آی مک مشهور به طراحی‌های بی نظیر در سبک خودش است و از پوشش آلومینیومی بهره می‌برد و در نازک‌ترین قسمت ضخامت آن به ۵ میلی‌متر می‌رسد.
ای مک‌ها در دو نوع ۲۱٫۵ و ۲۷ اینچی تولید می‌شود.

## مدل‌های ای مک
ای مک دارای مدل‌های مختلف و متعددی است.

### ای مک ۲۰۱۴
آی‌مک ۲۰۱۴ نام یک مدل از آی‌مک‌های اپل است.
در ۱۶ اکتبر ۲۰۱۴، ورژن جدید ۲۷ اینچی (۶۹ سانتی‌متر) آیمک معرفی شد که ویژگی اصلی آن رتینا ۵کی، صفحه نمایشی با رزولوشن ۵۱۲۰ در ۲۸۸۰ پیکسل است. همچنین این مدل جدید شامل پردازنده‌ای جدید، چیپ گرافیکی جدید و گزینه‌های دیگری برای حافظه است. این محصول همراه با آیپد مینی ۳ و آیپد ایر ۲ و آی او اس ۸٫۱ معرفی شد.
طراحی
طراحی این نسخه چندان فرقی با نسخه قبلی خود ندارد. یا به زبان ساده‌تر، تقریباً هیچ فرقی با نسخه قبلی خود ندارد!! و همان طراحی چشم‌نواز آی‌مک قبلی را دارد. البته این فقط مربوط به ظاهر آن می‌شود. این آی‌مک، صفحه نمایشی ۲۷ اینچی دارد. صفحه نمایش، مهم‌ترین ویژگی آی‌مک ۲۰۱۴ است. مهم‌ترین ویژگی این آی‌مک که اپل به آن می‌نازد و از آن به عنوان مهم‌ترین ویژگی این آی‌مک یاد می‌کند، صفحه نمایش آن است. این آی‌مک دارای صفحه نمایشی ۲۷ اینچی با رزولوشن 5k و از نوع رتینا است؛ و یعنی تقریباً با کیفیت‌ترین آی‌مکی که تا به حال ساخته شده! (و شاید هم باکیفیت‌ترین صفحه نمایش جهان)
در زیر نگاهی به چند رزولوشن برتر در دسترس عموم می‌اندازیم:
- qHD (960*۵۴۰)
- HD (1280*۷۲۰)
- FHD or Full HD (1920*۱۰۸۰)
- QHD / Quad HD / 2K (2560*۱۴۴۰)
- UHD / 4K (3840*2160)[۲]

خب، لیستی که مشاهده کردید، لیست رزولوشن‌های صفحه نمایشی بود که در دسترس عموم اند. به معنای ساده‌تر، رزولوشن‌های کمتر یا خیلی بیشتر از این‌ها هم وجود دارند ولی در دسترس عموم نیستند. این رزولوشن‌ها را می‌توانید در اسمارت فون یا تبلت یا پی سی خود، شاهد باشید. آی‌مک ۲۷ اینچی اپل، دارای رزولوشن ۵۱۲۰ در ۲۸۸۰ است و برترین رزولوشن در دسترس بشمار می‌رود. با توجه به اینکه این آی‌مک از تکنولوژی رتینا (رتنا) اپل بهره می‌رود، حس بسیار خوبی را به کاربر انتقال می‌دهد و اپل می‌گوید که بهترین انتخاب برای عکاسان حرفه‌ای است که می‌خواهند تمام جزئیات تصویر خود را بررسی کنند. با توجه به اینکه این صفحه نمایش از ۱۴٫۷ میلیون پیکسل بهره می‌برد، می‌توان گفت که برترین صفحه نمایش را دارد.
این صفحه نمایش دارای فناوری TFT اکسید شده‌است که می‌توان به کمک آن، این تعداد عظیم از پیکسل هارا شارژ کرد و مدت زمان بیشتری آن‌ها را شارژ نگه داشت.
این مقدار پیکسل‌ها، نیاز دارند که که کنترل شوند که در هر زمان چه کاری انجام دهند که به آن کنترل‌کننده زمانی یا TCON می‌گویند. عملاً این کار از عهده پردازنده‌های امروزی خارج است و قطعاً نیاز به یک چیپ اختصاصی جهت آدرس دهی این مقدار عظیم از پیکسل‌ها است. به همین دلیل، اپل یک چیپست فوق پیشرفته جهت انجام این کار ساخته‌است و در این محصول قرار داده‌است.
همچنین کنتراست تصویر را نیز، اپل بیشتر کرده‌است که در تمام زوایا، رنگ سفید روشن‌تر و رنگ مشکی غلیظ تر نشان داده شوند. این بسیار خوب است! زیرا مطمئن هستید فردی که در کنار شما نشسته‌است هم همان چیزی را می‌بیند که شما می‌بینید!
خب مسلماً ۱۴٫۷ میلیون پیکسل، مصرف انرژی بسیار بالایی را دارند. اما اپل برای این موضوع هم چاره اندیشی کرده و از LEDهای کم مصرف استفاده کرده‌است که این باعث می‌شود کیفیت صفحه نمایش بالاتر برود و مصرف انرژی تا ۳۰ درصد کاهش پیدا کند.
سخت‌افزار
اپل در این محصول بیشتر بر روی صفحه نمایش آن مانور داده‌است ولی به هر حال اطلاعاتی از سخت‌افزار آن را در وب سایت خود منتشر کرده‌است. با هم قسمتیت از آن‌ها را مرور می‌کنیم. این محصول دارای پردازنده ۴ هسته‌ای اینتل کور آی۷ است که کلاک آن تا ۴ گیگاهرتز است. همچنین این محصول به آخرین کارت گرافیک AMD مجهز است.
سیستم عامل
آی‌مک ۲۰۱۴ مجهز به آخرین نسخه سیستم عامل مک‌های اپل یعنی OS X Yosemite است که از طراحی متریال و بسیار جذابی بهره می‌برد و امکانات نرم‌افزاری زیادی دارد. این کامپیوتر all-in-one در دو نسخه ۲۱٫۵ و ۲۷ اینچی عرضه و قیمت آن از ۱۰۹۹ دلار شروع می‌شود.